# Republikánský dorost československého venkova
Republikánský dorost československého venkova, oficiálním názvem Říšská jednota Republikánského dorostu československého venkova, byla mládežnická organizace Republikánské strany zemědělského a malorolnického lidu v Rakousku-Uhersku a poté v Československu, která vznikla v roce 1907. Organizace zanikla po vzniku druhé republiky v roce 1938 spolu se zánikem činnosti agrární strany a vzniku Strany národní jednoty.

## Vznik
Organizace vznikla v roce 1907 pod původním názvem „Agrární dorost“, dva roky po vytvoření jednotné Českoslovanské strany agrární v roce 1905, kdy se Česká strana agrární oficiálně spojuje s Moravskoslezskou agrární stranou. Iniciativu vzniku mládežnické organizace tehdy podpořil Josef Prokop Pražák a Antonín Švehla. Vznik připravného výboru před vznikem organizace se odehrál 6. června 1906 na sjezdu strany v Libochovicích. Členem výboru byl Antonín Švehla, jednatelem Rudolf Beran. Po vzniku Agrárního dorostu v roce 1907 se prvním předsedou se stal Bohuš Svoboda. Ustavujícího sjezdu 29. září 1907 v Praze se zúčastnil také předseda Chorvatské lidové rolnické strany Stjepan Radić. Tehdy se organizace dělila na Sdružení českého agrárního dorostu pro Čechy a Sdružení českého agrárního dorostu Moravu a Slezsko. Po vzniku Československa 14. května 1921 došlo ke sjednocení agrárního dorostu na Slovensku a v českých zemích poté, co se k Republikánské straně československého venkova připojila Slovenská národní a rolnická strana a Slovenská domovina – strana malorolnického lidu, čímž mládežnická organizace získala název Republikánský dorost československého venkova.

## Organizace
Po roce 1921 organizaci vedl výkonný výbor Říšské jednoty Republikánského dorostu (VV ŘJRD) v čele s ústředním tajemníkem se sídlem v Praze. Struktura vedení pak šla na nižší zemské sbory Republikánského dorostu, župy Republikánského dorostu, okresní sdružení Republikánského dorostu (OSRD) a místní sdružení Republikánského dorostu (MSRD), která spravovala jednotlivé pracovní mládežnické skupiny. Podle svých stanov měla organizace zajišťovat odbornou zemědělskou, hospodářsko-kulturní, sociální, sportovní a politicko-výchovnou činnost. Seskupovala členy ve věku od 14 do 30 let. Úzce spolupracovala s dalšími organizacemi agrární strany, jako bylo Sdružení agrárních akademiků založeno v roce 1908 nebo Ústřední jednota hospodářských společenstev. Neodmyslitelně spojené s Republikánským dorostem byly selské jízdy, které byly pevně spjaty s venkovským kulturním životem v době první republiky. V rámci organizace existovaly skautské oddíly, které se nazývaly Švehlovi junáci. Ti volně spolupracovali se Svazem junáků ač jeho členy nebyly. Republikánský dorost často spolupracoval se Sokolem. Bylo pravidlem, že působili v místních sokolovnách v rámci sportovních aktivit dorostu. Masivní záležitostí místních sdružení dorostu bylo kulturní vyžití na venkově a to především místní amatérské divadelní soubory, které organizoval Dramatický odbor na všech úrovních.

## Činnost
Organizace pořádala různé vzdělávací zájezdy. V roce 1909 např. Rudolf Beran zorganizoval zájezd agrární mládeže do Dánska, které bylo chápáno je vzor vyspělého zemědělského družstevnictví a výchovy mládeže. Agrární dorost již od svého vzniku v roce 1907 propagoval pro své členy slavnostní používání kroje, především při agrárních slavnostech. Později agrárníci začali podporovat používání regionálních krojů a myšlenku jejich očisty od jejich nevhodných doplňků a přikras, které nebyly v souladu s jejich historicky hodnověrnou podobou. Poněvadž v Čechách se ve všech krajích nedochoval původní selský kroj, tam, kde nebyla původní podoba krojů známa, se pro Čechy doporučoval kroj plzeňský. V roce 1925 se Republikánský dorost podílel na vzniku jednotného kroje Selské jízdy, do které mohli vstupovat pouze členové Republikánského dorostu nebo členové strany. Byl vytvořen cvičební a slavnostní kroj, který se především na Moravě doplňoval regionálními ikonickými prvky. V roce 1935 byl pro Republikánský dorost schválen nový částečný stejnokroj pro hochy, který se skládal ze zelené košile a šedé čepice masarykovského vzoru. V roce 1937 pak vznikl pracovní červenobílý dívčí kroj, který však nebyl oficiální. Sportovní odbor Republikánského dorostu organizoval cyklistické oddíly, které měly také vlastní kroje.
22.–24. května 1938 proběhl v Praze výroční manifestační sjezd k 30. výročí Republikánského dorostu, který organizoval ústřední tajemník Martin Hrabík.

## Ideologie
Po vzniku Československa byl programem Republikánského dorostu československého venkova agrarismus se zájmem na československého zemědělce a venkovského pracovníka. Agrárníci, jakožto strana skutečně celostátní, která byla silnou i na Slovensku a na Podkarpatské Rusi, se snažila dorost organizovat na celostátním základě, ve kterém byl patrný umírněný čechoslovakismus. Republikánský dorost na Slovensku pod názvem mladá slovenská agrární generace prosazoval hospodářský regionalismus a silný československý aktivismus, který byl hlavní silou proti tamní ľudácké mládeži, později tvořící Hlinkovu mládež. Dorost podporoval zahraniční politickou koncepci Milana Hodži.  Po vzoru Antonína Švehly byl kladen důraz na reálnou politickou práci a zatracováno nepraktické politické teoretizování. Organizace dorostu bývala nazývána jako „Švehlovy vojáci demokracie“. Hospodářsky požadoval Republikánský dorost striktní dokončení československé pozemkové reformy. Za záruku budoucnosti mladých rolníků považovali zemědělské podniky v soukromém vlastnictví, jedním z hlavních úkolů dorostu bylo povznesení významu zemědělské výroby v republice a její větší produktivita. Organizace se taktéž stavěla proti socialismu a obecnému liberálně chápanému kapitalismu. Podporovala družstevnictví, které viděla jako přínosné pro zájmy mládeže. Stavěla se za zájmy českého kapitálu, který považovala za záruku rozvoje domácího hospodářství a individuálních venkovských podniků.

## Členská základna
Republikánský dorost československého venkova byl největší politickou mládežnickou organizací v období první republiky. 1. ledna 1936 měl Republikánský dorost československého venkova 109 004 členů ve 4451 místních a okresních organizacích. V roce 1938 měl přes 130 000 členů.

## Zánik
Po Mnichovské krizi a vzniku druhé republiky v roce 1938 se organizace spolu s celou společností přeorientovala. Republikánský dorost československého venkova se stává hlavním základem nové české autoritativní mládežnické organizace Mladá národní jednota poté, co agrární strana zaniká a vstupuje do Strany národní jednoty. Na Slovensku, kde je vytvořen autonomní režim vlády jedné strany řada členů bývalého dorostu vstupuje do Hlinkovy mládeže, která je po vstupu mnohých slovenských agrárníků do Hlinkovy slovenské ľudové strany, koncipována jako organizace jednotné slovenské mládeže. Na Podkarpatské Rusi, kde je vyhlášena ukrajinská autonomní vláda Augustina Vološina organizace zaniká.

## Předsedové
- Bohuš Svoboda
- J. Brandejs
- Oldřich Hrdina
- Oldřich Smejkal
- Václav Lednický
- Martin Hrabík